# Casa Museu José Régio (Portalegre)
A Casa Museu José Régio, ou Casa-Museu do Poeta José Régio, em Portalegre, é um museu que está instalado na casa onde viveu o escritor José Régio durante 34 anos.
É um museu simultaneamente biográfico e etnográfico, pois além de escritor, Régio era um ávido coleccionador.
O edifício está classificado como Monumento de Interesse Municipal desde 2020.

## José Régio
José Régio é o pseudónimo de José Maria dos Reis Pereira, um professor, poeta, romancista, dramaturgo, ensaísta e crítico, fundador da revista literária Presença e colaborador da revista literária Seara Nova. Foi professor de Português no então Liceu Nacional de Portalegre (actual Escola Secundária Mouzinho da Silveira), de 1928 a 1967. Um dos seus poemas mais famosos é a Toada de Portalegre, no qual menciona casa onde actualmente funciona o museu:
| “ | vivi numa casa velha/velha, grande, tosca e bela/à qual quis como se fosse feita para eu morar nela | ” |
|   | — José Régio, Toada de Portalegre.                                                                  |   |

No museu respira-se o ambiente em que viveu José Régio, portalegrense de adopção. O quarto e a sala de trabalho do poeta encontram-se tal e qual ele os deixou.

## O edifício
Data dos finais do século XVII e terá sido um anexo do Convento de São Brás, do qual ainda existem alguns vestígios, nomeadamente da capela. Serviu como quartel-general aquando das Guerra Peninsular (vulgo invasões francesas) e muito mais tarde foi uma pensão.
Quando José Régio hospedou-se na pensão quando chegou a Portalegre, começando por alugar um quarto modesto, mas à medida que o tempo foi passando e as suas necessidades de espaço foram aumentando, foi ocupando mais quartos, acabando por se tornar o único hóspede.
Além das suas actividades literárias, José Régio foi um grande coleccionador, principalmente de arte sacra, arte popular e artesanato. Em 1965 vendeu as suas colecções à Câmara Municipal de Portalegre com a condição desta adquirir a casa, restaurá-la e transformá-la em museu, ficando ele com o usufruto até à sua morte. Tal não aconteceu, pois José Régio viria a falecer em 22 de Dezembro de 1969, enquanto que o museu só abriria a 23 de Maio de 1971.
Antes de morrer, o escritor voltou para a sua terra natal, Vila do Conde, onde também conseguiu abrir um museu na sua própria casa.

## Espólio
O espólio do museu resultou do gosto de José Régio pelas antiguidades e pelo coleccionismo que segundo diz, nasceu-lhe cedo por influência do seu avô, mas foi no Alentejo que se ampliou e desenvolveu. A região era fértil para essa actividade, e rapidamente se espalhou que havia um professor do liceu que comprava coisas velhas. Começou por ser um passatempo, mas depressa se transforma numa actividade regular, quase um vício.
Entre o vasto número de objectos destacam-se os de arte sacra, quer de origem conventual, quer de origem popular e o artesanato local de cariz simultaneamente utilitário e decorativo.
Para além de algumas obras conventuais e um oratório, juntou uma extensa colecção de Cristos nas mais diversas apresentações e representações, a maior parte em madeira, Santo Antónios, santos chatos (com as costas achatadas), os reis da casa de David (representação da ascendência de Jesus), barros de Portalegre e mobiliário rústico. Na sua quase totalidade, estas peças eram produzidas por mestres iletrados, mas com certo jeito natural e muito talento manual. Os Cristos faziam parte do enxoval das noivas, em tempos idos. Os barros de Portalegre são fortemente expressivos nas suas cores intensas e formas simultaneamente poderosas e graciosas, adequadas à intensidade sensitiva de quem vivia muito próximo da natureza.
Há também uma colecção assinalável de faianças, sobretudo pratos de Coimbra denominados "ratinhos", trazidos pelos migrantes sazonais que vinham do norte para fazer as ceifas no Alentejo, e que os trocavam por roupa e tecidos antes de voltarem a suas casas. O termo "ratinho" era o nome a esses migrantes pelos alentejanos, pois as suas silhuetas nos campos faziam lembrar ratos, por vestirem normalmente de cinzento e estarem constantemente curvados.
Aos locais adquiria os estanhos, os cobres, os ferros forjados, e outras curiosidades do artesanato alentejano, como marcadores de pão e bolos, chavões ou pintadeiras (para marcar o pão nos fornos comunitários), dedeiras ou canudos (protecção dos dedos dos ceifeiros) e trabalhos em chifre, como as cornas (recipientes para azeitonas) e os polvorinhos. Estes objectos eram principalmente obra de pastores, daí serem usualmente designados de "arte pastoril", e são apontados como representando a psicologia dos próprios autores —  se tivessem à mão um pedaço de madeira, de cortiça, cana ou chifre, dele faziam surgir pintadeiras, dedeiras, polvorinhos (recipientes para pólvora), tarros e tarretas (recipientes em cortiça), com inscrições, datas e nomes.
De destacar ainda um quadro de um amigo de Régio, Ventura Porfírio, em que o poeta aparece retratado no seu escritório, outro quadro que representa Portalegre no fim do século XIX e uma extensa colecção de almofarizes.
O museu tem duas cozinhas. Uma delas tem exposta a colecção de pratos "ratinhos" e peças em ferro, como suportes dos espetos. O ferro forjado foi bastante utilizado para as formas dos mesmos suportes (nas cozinhas) e para a decoração de portas e janelas, aliando a arte à funcionalidade. Na outra cozinha estão os trabalhos pastoris.
Além do espólio descrito, a Casa Museu possui um variado acervo literário dividido entre a própria casa, as reservas e o centro de estudos.
Devido à falta de espaço, nem todas as peças estão expostas, nomeadamente as colecções de numismática e medalhística, e parte das colecções de escultura, faiança, trabalhos pastoris, ferros forjados e registos.
As colecções expostas estão distribuídas por 17 salas de exposição permanente e por uma sala de reservas, ocupando os dois pisos do edifício.